# ستيوارت ماكفرلين
ستيوارت ماكفرلين (بالإنجليزية: Stuart McFarlane)‏ هو موظف مدني أسترالي، ولد في 4 مايو 1885 في Maldon, Victoria ‏ في أستراليا، وتوفي في 2 نوفمبر 1970 في كانبرا في أستراليا.